# ۱۰۱ خیابان پارک
۱۰۱ خیابان پارک (به انگلیسی: 101 Park Avenue) آسمان‌خراش ۴۹ طبقه به ارتفاع ۱۹۲ متر، با کاربری اداری-تجاری است، که در منهتن، نیویورک، ایالات متحده آمریکا مستقر می‌باشد. پروژه ساخت این ساختمان در سال ۱۹۷۹ آغاز شد و در سال ۱۹۸۲ تکمیل و افتتاح گردید.